# Стукачка (фільм)
«Стукачка» (англ. The Whistleblower) — кримінально-драматичний біографічний фільм режисера Лариси Кондрацької (була також сценаристом), що вийшов 2010 року, спільне виробництво Німеччини, Канади і США. У головних ролях Рейчел Вайс, Девід Стретейрн, Ніколай Лі Каас.
Сценаристом також була Ейліс Кірван, продюсером були Емі Кауфман, Крістіна Піовісан, Селін Реттрей. Вперше фільм продемонстрували 13 вересня 2010 року у Канаді на Міжнародному кінофестивалі у Торонто.
В Україні у кінопрокаті фільм не демонструвався. Переклад та озвучення українською мовою зроблено студією «1+1».

## Сюжет
Післявоєнна Боснія і Герцеговина лежить у руїні, там працюють міжнародні миротворчі місії. Разом з такою місією до країни приїжджає Кетрін Болковеч — поліцейська з Небраски. Вона стикається зі системою підпільної торгівлі людьми та проституцією, а розслідування доводить, що у цьому процесі беруть участь не лише боснійські структури, але й посадовці з ООН.

## У ролях
| Актор               | Персонаж                                    | Роль                          |
| ------------------- | ------------------------------------------- | ----------------------------- |
| Рейчел Вайс         | Кетрін Болковеч (англ. Kathryn Bolkovac)    | офіцер поліції у Лінкольні    |
| Девід Стретейрн     | Пітер Ворд (англ. Peter Ward)               | спеціаліст з внутрішніх справ |
| Ніколай Лі Каас     | Ян ван дер Вельде (англ. Jan Van Der Velde) |                               |
| Анна Анісімова      | Зоя (англ. Zoe)                             |                               |
| Моніка Беллуччі     | Лаура Левіані (англ. Laura Leviani)         |                               |
| Ванесса Редґрейв    | Мадлен Різ (англ. Madeleine Rees)           | голова Комісії з прав людини  |
| Бенедикт Камбербетч | Нік Кауфман (англ. Nick Kaufman)            |                               |
| Роксана Кондураче   | Рая Кочан                                   | українка                      |
| Раїса Кондрацька    | Ірка                                        | українка                      |
| Девід Г'юлетт       | Фред Мюррей                                 |                               |

## Сприйняття

### Критика
Фільм отримав переважно позитивні відгуки: Rotten Tomatoes дав оцінку 74% на основі 115 відгуків від критиків (середня оцінка 6,5/10) і 72% від глядачів із середньою оцінкою 3,6/5 (11,618 голосів). Загалом на сайті фільми має позитивний рейтинг, фільму зарахований «стиглий помідор» від кінокритиків і «попкорн» від глядачів, Internet Movie Database — 7,1/10 (16 874 голоси), Metacritic — 59/100 (30 відгуків критиків) і 7,3/10 від глядачів (25 голосів). Загалом на цьому ресурсі від критиків фільм отримав змішані відгуки, а від глядачів — позитивні.

### Касові збори
Під час показу у США, що розпочався 5 серпня 2011 року, протягом першого тижня фільм показали у 7 кінотеатрах і він зібрав 61,002 $, що на той час дозволило йому зайняти 42 місце серед усіх прем'єр. Показ фільму протривав 84 днів (12 тижнів) і завершився 27 жовтня 2011 року. За цей час фільм зібрав у прокаті у США 1,124,966  доларів США (за іншими даними 1,120,914 $).

### Нагороди і номінації[10]
| Рік  | Нагорода                                                 | Категорія                                       | Номінант | Результат |
| ---- | -------------------------------------------------------- | ----------------------------------------------- | --- | --------- |
| 2010 | Кінофестиваль «Вістлер»                                  | Особлива розповідь                              | Лариса Кондрацька, Крістіна Піовісан, Емі Кауфман, Селін Реттрей, First Generation Films, Primary Productions, Mandalay Vision | Перемога  |
| 2010 | Кінофестиваль «Вістлер»                                  | Найкращий фільм                                 | Лариса Кондрацька | Перемога  |
| 2011 | Cinema for Peace Awards                                  | Правосуддя і права людини                       | Лариса Кондрацька | Номінація |
| 2011 | Гільдія режисерів Канади                                 | Звуковий монтаж — художній фільм                | Кевін Бенкс, Нельсон Феррейра, Джон Лейн, Алекс Бюллік, Марк Ґінґра, Кеті Голлідей, Джеймс Робб                                | Перемога  |
| 2011 | Міжнародний кінофестиваль у Палм Спрінґс                 | Найкраща особлива розповідь                     | Лариса Кондрацька | Перемога  |
| 2011 | Міжнародний кінофестиваль у Сієтлі                       | Найкращий режисер                               | Лариса Кондрацька | Перемога  |
| 2011 | Міжнародний кінофестиваль у Сієтлі                       | Найкращий фільм                                 | Лариса Кондрацька, First Generation Films, Primary Productions, Mandalay Vision                                                | Номінація |
| 2012 | Брюссельський Міжнародний фестиваль фантастичних фільмів | Трилер                                          | Лариса Кондрацька | Перемога  |
| 2012 | «Джині»                                                  | Найкращий кінофільм                             | Крістіна Піовісан, Селін Реттрей                                                                                               | Номінація |
| 2012 | «Джині»                                                  | Найкращі досягнення у режисурі                  | Лариса Кондрацька | Номінація |
| 2012 | «Джині»                                                  | Найкращий досягнення у музиці — саундтрек       | Майкаел Данна | Номінація |
| 2012 | «Джині»                                                  | Найкраще виконання жіночої ролі у головній ролі | Рейчел Вайс | Номінація |
| 2012 | «Джині»                                                  | Найкраще виконання жіночої ролі другого плану   | Роксана Кондурейк | Номінація |
| 2012 | «Джині»                                                  | Найкращий оригінальний сценарій                 | Лариса Кондрацька, Ейліс Кірван                                                                                                | Номінація |
| 2012 | Товариство кінокритиків Ванкувера                        | Найкраща акторка у канадійському фільмі         | Рейчел Вайс | Номінація |

## Виноски
1. 1 2 3  The Whistleblower: Release Info (англ.). Internet Movie Database. Архів оригіналу за 6 березня 2016. Процитовано 13 грудня 2013.
2. 1 2  The Whistleblower (англ.). Box Office Mojo. Архів оригіналу за 7 січня 2014. Процитовано 13 грудня 2013.
3. 1 2  The Whistleblower (англ.). The Numbers. Архів оригіналу за 7 листопада 2020. Процитовано 13 грудня 2013.
4. 1 2  The Whistleblower (англ.). Internet Movie Database. Архів оригіналу за 5 грудня 2013. Процитовано 13 грудня 2013.
5. ↑  The Whistleblower (англ.). AllMovie. Архів оригіналу за 22 січня 2014. Процитовано 13 грудня 2013.
6. ↑  The Whistleblower: Full Cast & Crew (англ.). Internet Movie Database. Архів оригіналу за 11 березня 2022. Процитовано 13 грудня 2013.
7. ↑  Стукачка. Премьеры (рос.). КиноПоиск. Архів оригіналу за 13 грудня 2013. Процитовано 13 грудня 2013.
8. ↑  The Whistleblower (англ.). Rotten Tomatoes. Архів оригіналу за 29 квітня 2014. Процитовано 13 грудня 2013.
9. ↑  The Whistleblower (англ.). Metacritic. Архів оригіналу за 24 березня 2014. Процитовано 13 грудня 2013.
10. ↑  The Whistleblower: Awards (англ.). Internet Movie Database. Архів оригіналу за 9 березня 2022. Процитовано 13 грудня 2013.